# 汰木康也
汰木 康也（ゆるき こうや、1995年7月3日 - ）は、神奈川県横浜市瀬谷区出身のプロサッカー選手。Jリーグ・ヴィッセル神戸所属。ポジションはミッドフィールダー。

## 来歴
4歳でサッカーを始め、小学校時代から横浜F・マリノスの下部組織に所属。
2011年にユースへ昇格し、「ユルキゾーン」と言われるゴール左45度からのプレーを得意とするアタッカーとして活躍。
2013年8月の日本クラブユース選手権 (U-18)ではMVPを獲得し、チームの優勝に大きく貢献した。
2014年より、モンテディオ山形へ入団。同年3月、Jリーグ・アンダー22選抜に選手登録された。
2019年、浦和レッズに完全移籍で加入。初年度はポジションの確保に苦戦し、リーグ戦8試合無得点に終わった。チームがフォーメーションを4-4-2に変更した2020年シーズンからは左サイドハーフのレギュラーに定着。10月10日、J1リーグ第21節サガン鳥栖戦で浦和移籍後、および自身のJ1初ゴールを記録。
2021年12月28日、ヴィッセル神戸に完全移籍で加入。加入直後は起用法や連携不足もあり、メンバーから外れる事もあったものの、徐々にチームにフィットした。2022年5月14日に行われたJ1リーグ第13節サガン鳥栖戦で、アンドレス・イニエスタのパスからリーグでの移籍後初得点を挙げた。10月8日の第32節サンフレッチェ広島戦で得点を決め自身のJ1でのキャリアハイを更新した。移籍初年度ながら公式戦合計43試合に出場し、8得点9アシストを記録した活躍が評価され、クラブが"シーズンを通して最もチームに貢献した選手へ贈られる賞"として創設している「三木谷良一賞」に選出された。

## 所属クラブ
- 2002年 - 2003年 原FC（横浜市立原小学校）
- 2004年 - 2007年 横浜F・マリノスプライマリー（横浜市立原小学校）
- 2008年 - 2010年 横浜F・マリノスジュニアユース（横浜市立西中学校）
- 2011年 - 2013年 横浜F・マリノスユース（神奈川県立旭高等学校）
  - 2013年4月 - 同年12月  横浜F・マリノス（2種登録選手）
- 2014年 - 2018年  モンテディオ山形
  - 2014年 - 2015年  Jリーグ・アンダー22選抜
- 2019年 - 2021年  浦和レッズ
- 2022年 -  ヴィッセル神戸

## 個人成績
| 国内大会個人成績 | 国内大会個人成績 | 国内大会個人成績 | 国内大会個人成績 | 国内大会個人成績 | 国内大会個人成績 | 国内大会個人成績 | 国内大会個人成績 | 国内大会個人成績 | 国内大会個人成績 | 国内大会個人成績 | 国内大会個人成績 |
| 年度             | クラブ           | 背番号           | リーグ           | リーグ戦         | リーグ戦         | リーグ杯         | リーグ杯         | オープン杯       | オープン杯       | 期間通算         | 期間通算         |
| 年度             | クラブ           | 背番号           | リーグ           | 出場             | 得点             | 出場             | 得点             | 出場             | 得点             | 出場             | 得点             |
| 日本             | 日本             | 日本             | 日本             | リーグ戦         | リーグ戦         | リーグ杯         | リーグ杯         | 天皇杯           | 天皇杯           | 期間通算         | 期間通算         |
| ---------------- | ---------------- | ---------------- | ---------------- | ---------------- | ---------------- | ---------------- | ---------------- | ---------------- | ---------------- | ---------------- | ---------------- |
| 2014             | 山形             | 25               | J2               | 2                | 0                | -                | -                | 2                | 0                | 4                | 0                |
| 2015             | 山形             | 25               | J1               | 1                | 0                | 1                | 0                | 1                | 0                | 3                | 0                |
| 2016             | 山形             | 25               | J2               | 21               | 2                | -                | -                | 0                | 0                | 21               | 2                |
| 2017             | 山形             | 25               | J2               | 37               | 2                | -                | -                | 2                | 0                | 39               | 2                |
| 2018             | 山形             | 25               | J2               | 31               | 2                | -                | -                | 4                | 2                | 35               | 4                |
| 2019             | 浦和             | 24               | J1               | 8                | 0                | 2                | 0                | 3                | 0                | 13               | 0                |
| 2020             | 浦和             | 24               | J1               | 30               | 1                | 1                | 0                | -                | -                | 31               | 1                |
| 2021             | 浦和             | 24               | J1               | 31               | 4                | 11               | 1                | 4                | 0                | 46               | 5                |
| 2022             | 神戸             | 16               | J1               | 32               | 5                | 2                | 0                | 3                | 0                | 37               | 5                |
| 2023             | 神戸             | 14               | J1               | 28               | 3                | 2                | 0                | 4                | 2                | 34               | 5                |
| 2024             | 神戸             | 14               | J1               | 10               | 1                | 1                | 0                | 2                | 0                | 13               | 1                |
| 通算             | 日本             | 日本             | J1               | 140              | 14               | 20               | 1                | 14               | 2                | 174              | 17               |
| 通算             | 日本             | 日本             | J2               | 91               | 6                | -                | -                | 8                | 2                | 99               | 8                |
| 総通算           | 総通算           | 総通算           | 総通算           | 231              | 28               | 20               | 1                | 22               | 4                | 273              | 25               |

- 2013年 2種登録選手として公式戦出場は無し

その他の公式戦
| 2014   | J-22   | -      | J3     | 2  | 0 | 2  | 0 |
| 2015   | J-22   | -      | J3     | 16 | 1 | 16 | 1 |
| 通算   | 日本   | 日本   | J3     | 18 | 1 | 18 | 1 |
| 総通算 | 総通算 | 総通算 | 総通算 | 18 | 1 | 18 | 1 |

| 国際大会個人成績 | 国際大会個人成績 | 国際大会個人成績 | 国際大会個人成績 | 国際大会個人成績 |
| 年度             | クラブ           | 背番号           | 出場             | 得点             |
| AFC              | AFC              | AFC              | ACL              | ACL              |
| ---------------- | ---------------- | ---------------- | ---------------- | ---------------- |
| 2019             | 浦和             | 24               | 5                | 0                |
| 2022             | 神戸             | 16               | 5                | 2                |
| 2024-25          | 神戸             | 14               | 6                | 1                |
| 通算             | AFC              | AFC              | 10               | 2                |

その他の国際公式戦
- 2022年
  - AFCチャンピオンズリーグ2022・プレーオフ 1試合0得点

出場歴
- Jリーグ初出場 - 2014年3月2日 J2第1節 vs湘南ベルマーレ（Shonan BMW スタジアム平塚）
- Jリーグ初得点 - 2015年10月25日 J3第35節 vs藤枝MYFC（エコパスタジアム）

## タイトル

### クラブ
横浜F・マリノスユース
- 日本クラブユースサッカー選手権 (U-18)大会：1回（2013年）

浦和レッズ
- 天皇杯 JFA 全日本サッカー選手権大会：1回（2021年）

ヴィッセル神戸
- J1リーグ：2回（2023年、2024年）
- 天皇杯 JFA 全日本サッカー選手権大会：1回（2024年）

### 個人
- 日本クラブユースサッカー選手権 (U-18)大会 MVP賞：1回（2013年）

## 代表歴
- U-18日本代表候補
- U-19日本代表